# Малиші
Малиші́ (рос. Малыши) — присілок у складі Ісетського району Тюменської області, Росія.
Населення — 207 осіб (2010, 233 у 2002).
Національний склад станом на 2002 рік:
- росіяни — 97 %